# Парк имени Циолковского
Парк имени Циолковского — городской парк в Калуге. Ограничен улицами Академика Королёва, Октябрьской, Парковым переулком, территорией Государственного музея истории космонавтики имени К. Э. Циолковского.
Мемориальное место с могилой русского и советского учёного-самоучки, теоретика космонавтики, мыслителя эзотерической ориентации, занимавшегося философскими проблемами освоения космоса К. Э. Циолковского (1857—1935). Популярное место прогулок и отдыха жителей города.
Парк чётко распланирован, две широкие аллеи под прямым углом пересекают его территорию и делят его на четыре одинаковые прямоугольные части. К могиле Циолковского в центре парка, окруженной круговой дорожкой, симметричными лучами подходят дополнительные аллеи, все четыре прямоугольные части парка разделены аллеями конфигурации буквы Ж. Симметрия разбивки территории парка является одним из принципов классицизма.

## История
Бывший Загородный парк. Заложен в 1782 году. В парке сохранились старые двухсотлетние деревья.

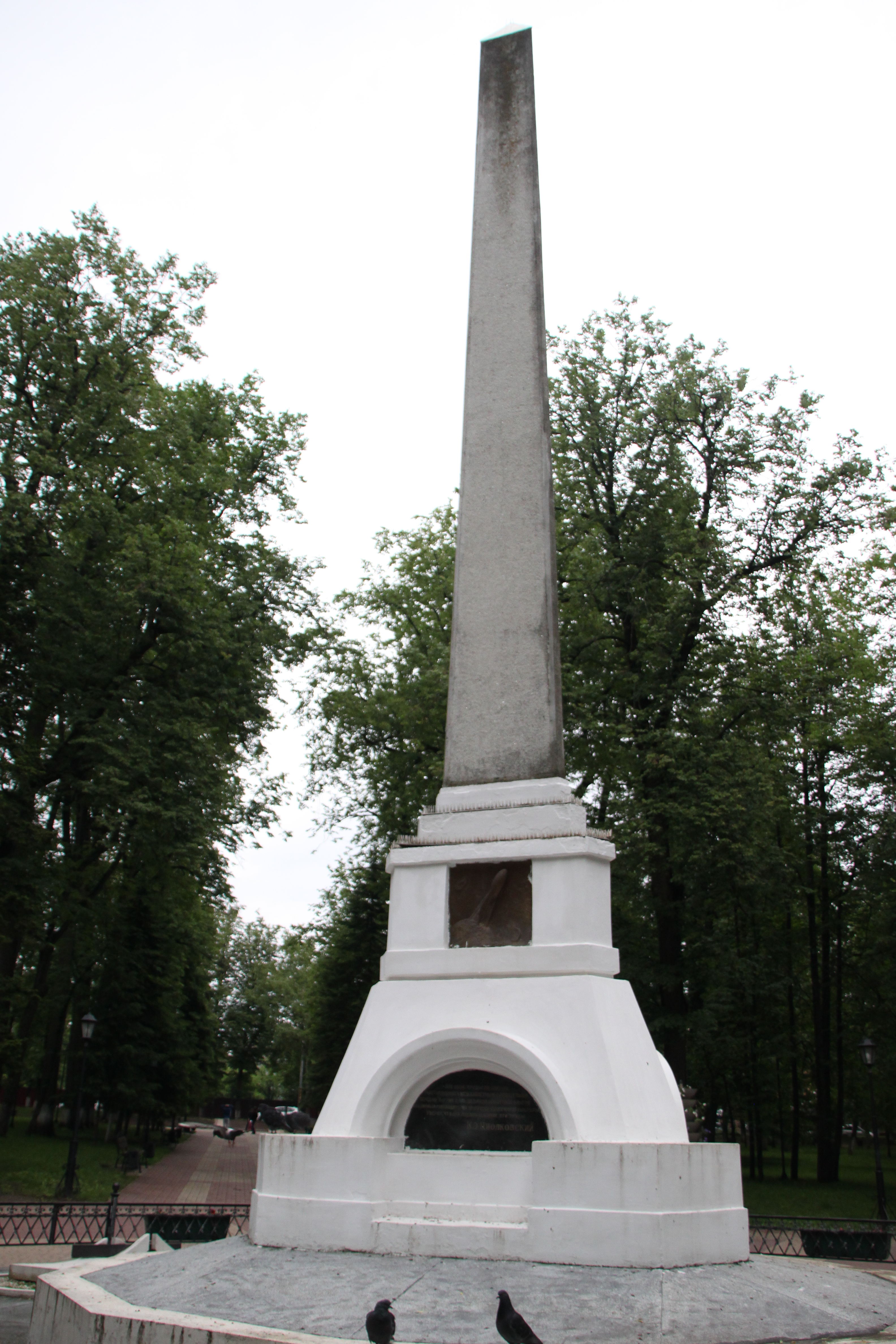
Могила К. Э. Циолковского

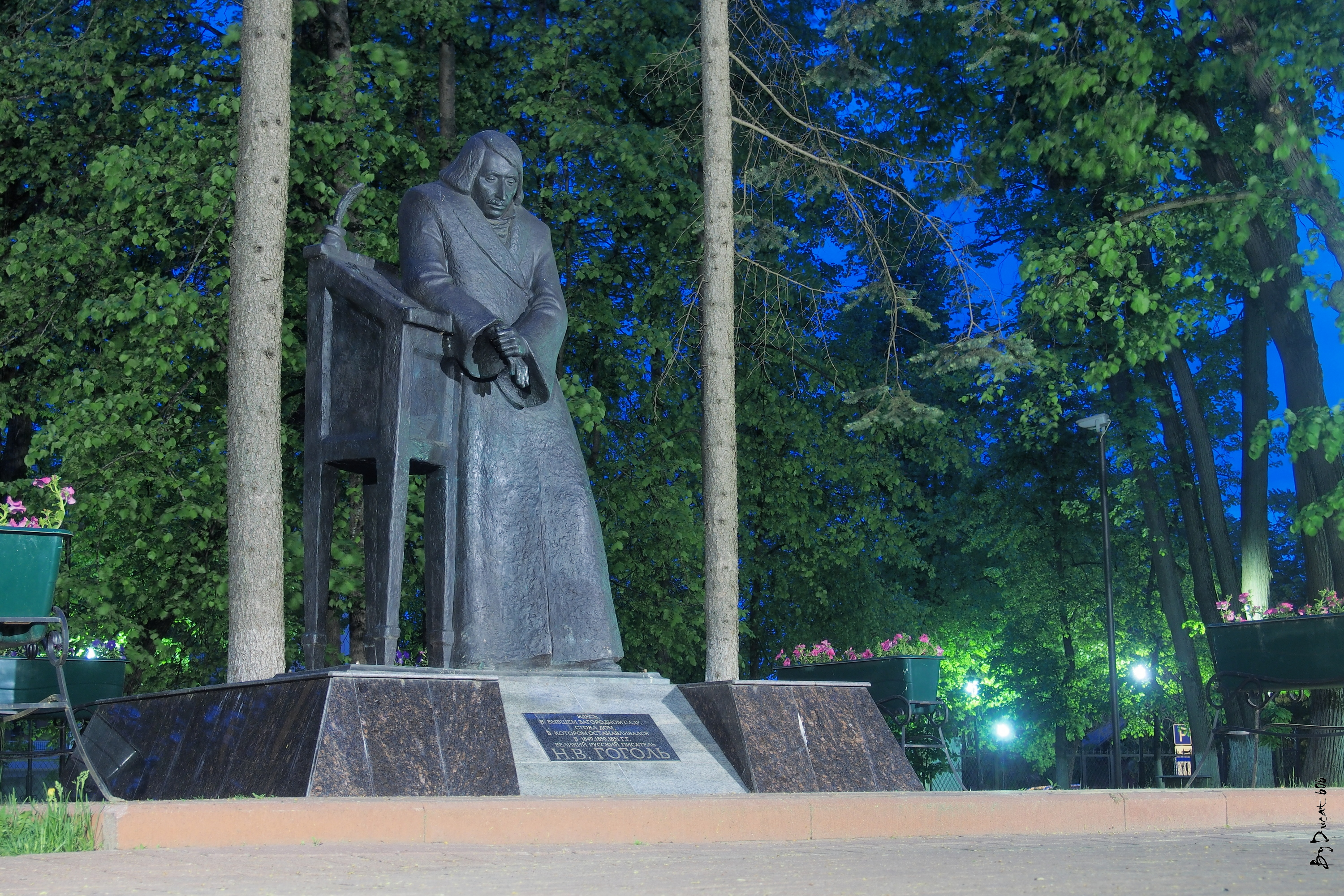
Памятник Н. В. Гоголю в парке им. К. Э. Циолковского

В деревянном доме на окраине парка останавливался приехавший летом 1849 года в Калугу Н. В. Гоголь. Этот дом был специально построен для переселившегося ранее в Калугу Ю. Нелединского-Мелецкого, который проводил в нём летние месяцы. По жившему в доме Гоголе здание получило название «Домик Гоголя». Дом не сохранился, сгорев в 1920 году. Место дома отмечено памятником писателю, памятник открыли 4 сентября 2014 года, в присутствии Калужского губернатора Анатолия Артамонова и министра культуры Владимира Мединского, автор памятника — скульптор Александр Смирнов, идея установить памятник Гоголю в Калуге принадлежит актёру и режиссеру Валерию Золотухин.
В 1899, к 100-летию со дня рождения великого русского поэта А. С. Пушкина, Загородный сад был переименован в Пушкинский.
Современное название в память знаменитого русского учёного К. Э. Циолковского (1857—1935), в этом парке он любил прогуливаться и сам жил неподалёку.
21 сентября 1935 года в Загородном саду был похоронен Циолковский, его похороны превратились в грандиозное траурное шествие, в котором, по сообщениям прессы, приняли участие около 50 тысяч человек — чуть ли не всё население Калуги.
В 1936 году над могилой Циолковского по проекту архитектора Б. Г. Дмитриева был установлен памятник-обелиск. На постаменте высечены знаковые слова Константина Эдуардовича: «Человечество не останется вечно на земле, но в погоне за светом и пространством сначала робко проникнет за пределы атмосферы, а затем завоюет себе все околосолнечное пространство».
Высота памятника составила 12,5 метров, постамент украсили чугунные барельефы скульпторов И. М. Бирюкова и Ш. А. Муратова, изображающие портрет учёного в окружении школьников, и ракетный снаряд в межзвёздном пространстве; были также помещены и мемориальные надписи, воспроизводящие письмо Сталину.
Ежегодно в сентябре, в день открытия научной конференции «Циолковские чтения», в Парке к могиле Циолковского торжественно возлагаются цветы.